# Набизаде, Рахиб Сахиб оглы
Рахиб Сахиб оглы Набизаде (азерб. Nəbizadə Rahib Sahib oğlu; род. 1963) — судья Верховного суда Азербайджана.

## Биография
Родился в 1963 году. В 1993 году окончил юридический факультет Бакинского государственного университета.
С 1980 года являлся рабочим на овощной базе Гасымлы Масаллинского района. С 1983 года являлся рабочим совхоза Тазакенд Масаллинского района. С 1985 по 1986 год являлся начальником архива совхоза Тазакенд Масаллинского района.
С 1986 по 2000 год являлся секретарём судебного заседания, судебным исполнителем, секретарём канцелярии Астаринского районного народного суда.
Со 2 сентября 2000 по 2007 год являлся судьёй Бардинского районного суда.
С 28 июля 2007 по 2008 год являлся судьёй Кяпязского района г. Гянджа.
С 13 июня 2008 по 2013 год являлся судьёй Гянджинского апелляционного суда.
Судья коллегии по административным делам Верховного суда Азербайджана (с 6 августа 2013).

## Награды
- Медаль «Прогресс» (21 ноября 2011)[6]